# Hell Up in Harlem
Hell Up in Harlem (conocida en español como Guerra en Harlem en España e Infierno en Harlem en México) es una película neo-noir estadounidense de blaxploitation de 1973, protagonizada por Fred Williamson y Gloria Hendry. Escrita y dirigida por Larry Cohen, es una secuela de la película El padrino de Harlem.
La banda sonora de la película fue grabada por Edwin Starr y publicada por Motown Records en enero de 1974.

## Argumento
Después de haber sobrevivido al intento de asesinato al final de El padrino de Harlem, Tommy Gibbs se enfrenta al corrupto fiscal de distrito de Nueva York, DiAngelo, que había intentado encarcelar a Gibbs y a su padre, Papa Gibbs, para monopolizar el tráfico de drogas ilícitas. Gibbs decide eliminar el tráfico de drogas en las calles de Harlem, mientras continúa llevando a cabo sus otras empresas ilícitas. Gibbs se enamora de la «Hermana» Jennifer (Margaret Avery), una mujer que trabaja con el reverendo Rufus, un ex proxeneta que ha encontrado una vocación religiosa.
Gibbs y su padre pelean después de que su guardaespaldas, Zach, le dice a Gibbs que su padre ordenó la muerte de la exesposa de Gibbs, Helen. Gibbs y Jennifer se mudan a Los Ángeles, dejando a Papa Gibbs a cargo del territorio de Harlem. Más tarde se revela que el propio Zach mató a Helen como parte de un movimiento para apoderarse del territorio, con la ayuda de DiAngelo. Gibbs derrota a los sicarios enviados para eliminarlo en Los Ángeles, mientras que Papa Gibbs muere de un ataque al corazón mientras lucha contra Zach.
Sabiendo que DiAngelo vigilará los aeropuertos y las carreteras de Nueva York, Gibbs vuela a Filadelfia y luego ingresa a la ciudad de Nueva York a pie para llevar a cabo una guerra personal contra Zach y DiAngelo.

## Reparto
- Fred Williamson como Tommy Gibbs.
- Julius Harris como Papa Gibbs.
- Gloria Hendry como Helen Bradley-Washington.
- Margaret Avery como la «Hermana» Jennifer.
- D'Urville Martin como el reverendo Rufus.
- Tony King como Zach.
- Gerald Gordon como DiAngelo.
- Bobby Ramsen como Joe Frankfurter.
- James Dixon como el «Irlandés» Bryant.
- Esther Sutherland como la cocinera.
- Charles MacGuire como Charles MacGregor.